# Chiesa di San Giorgio (Trequanda)
La chiesa di San Giorgio è un luogo di culto cattolico a Petroio, nel comune di Trequanda. È l'edificio sacro più antico del paese, eretto a partire dal Trecento.

## Storia
La struttura era originariamente più bassa, come si evince dal paramento murario della facciata: la parte inferiore è a conci di pietra tufacea ad inserzione regolare, mentre il successivo innalzamento è in muratura mista. Il portale architravato è sormontato da un occhio circolare. Sul margine laterale destro del tetto a capanna venne costruito nel corso del Settecento il campanile a vela con bifora campanaria.

## Descrizione
L'interno è ad un'unica navata; sul muro di sinistra si apre la cappella del Santissimo Sacramento.